# TAI T625
TAI T625 Gökbey je turecký lehký dvoumotorový víceúčelový vrtulník vyvíjený tureckou společností Turkish Aerospace Industries (TAI).

## Historie a vývoj
Vývoj vrtulníku T625 byl zahájen roku 2013 s cílem získat náhradu stávajících tureckých vrtulníků Bell UH-1 Iroquois. Vrtulník kompletně navrhl turecký výrobce TAI. V květnu 2017 byla veřejnosti poprvé představena maketa vrtulníku na veletrhu IDEF 17. První let prototypu (imatrikulace TC-HLP) se uskutečnil 6. září 2018 v Ankaře. Dne 12. prosince 2018 byl druhý vrtulník staticky vystaven na akci Turkish Defence Industry Summit. První let druhého prototypu s imatrikulací TC-HLI byl proveden 29. června 2019. Třetí prototyp (TC-HLV) poprvé vzlétl 28. června 2021.
Zahájení sériové výroby je plánováno na rok 2021.

## Konstrukce
Dvoučlenná posádka využívá tzv. skleněný kokpit s avionikou Aselsan. Nákladová kabina pojme až 12 osob. Prototyp pohání dvojice turbohřídelových motorů CTS800-4A, každý o výkonu 1024 kW. Sériové stroje mají pohánět vyvíjené turecké motory TEI TS1400. Má pětilistý hlavní rotor a čtyřlistý vyrovnávací rotor. Je vybaven zatahovacím podvozkem se zdvojeným kolem na příďové noze.

## Specifikace

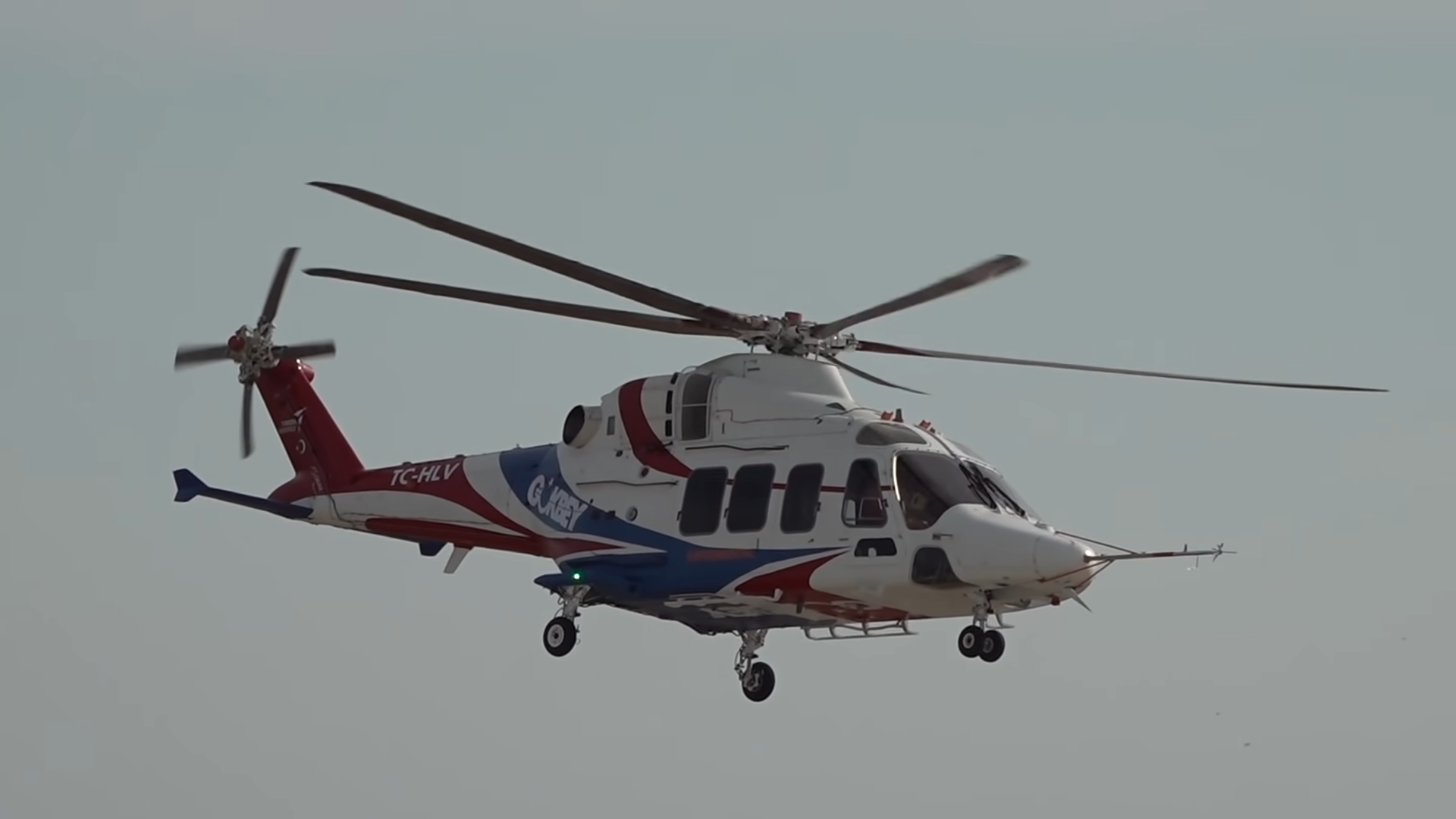
TAI T625 Gökbey (TC-HLV)

### Technické údaje
- Posádka: 2 + 12[2]
- Délka: 15,87 m[2]
- Délka včetně rotorů:
- Průměr nosného rotoru: 13,20 m
- Výška: 4,99 mm
- Prázdná hmotnost: 3500 kg[3]
- Maximální vzletová hmotnost: 6050 kg[2]
- Pohonná jednotka: 2× turbohřídelový motor CTS800-4A[2]
- Výkon pohonných jednotek: 2× 1024 kW[2]

### Výkony
- Nejvyšší rychlost: 306 km/h[2]
- Dolet: 740 km[2]
- Dostup: 6096 m[2]